# Mark
Mark je moško osebno ime.

## Izvor imena
Ime Mark je različica moškega osebnega imena Marko.

## Pogostost imena
Po podatkih Statističnega urada Republike Slovenije je bilo na dan 31. decembra 2007 v Sloveniji število moških oseb z imenom Mark: 1.355. Med vsemi moškimi imeni pa je ime Mark po pogostosti uporabe uvrščeno na 139. mesto.

## Osebni praznik
Osebe z imenom Mark lahko godujejo takrat kot osebe z imenom Marko.

## Znane osebe
- Mark Antonij, rimski politik in general,
- Mark Avrelij, rimski vojskovodja in cesar
- Mark Twain, ameriški pisatelj